# ダン・バトラー (野球)
ダニエル・ジョン・バトラー（Daniel John Butler, 1986年10月17日 - ）は、アメリカ合衆国アリゾナ州マリコパ郡フェニックス出身の元プロ野球選手（捕手）。右投右打。2019年シーズンよりMLBのアリゾナ・ダイヤモンドバックスでブルペン捕手を務める。

## 経歴

### プロ入りとレッドソックス時代
2009年7月28日にボストン・レッドソックスと契約してプロ入り。契約後、傘下のA-級ローウェル・スピナーズでプロデビュー。22試合に出場して打率.179、1本塁打、10打点を記録した。9月にA+級セイラム・レッドソックスへ昇格し、2試合に出場した。
2010年はA級グリーンビル・ドライブでプレーし、61試合に出場して打率.327、6本塁打、31打点と活躍した。7月にAAA級ポータケット・レッドソックスへ昇格し、2試合に出場したが、5打数無安打と結果を残せず、A+級セイラムへ降格した。A+級セイラムでは35試合に出場して打率.292、1本塁打、17打点、1盗塁を記録した。
2011年はまずA級セイラムでプレーし、91試合に出場して打率.247、11本塁打、66打点、4盗塁を記録した。8月にAA級ポートランド・シードッグスへ昇格。AA級ポートランドでは21試合に出場して打率.212、2打点を記録した。9月にAAA級ポータケットへ昇格し、1試合に出場した。
2012年はまずAA級ポートランドでプレーし、73試合に出場して打率.251、6本塁打、26打点を記録した。8月にAAA級ポータケットへ昇格。AAA級ポータケットでは22試合に出場して打率.233、3本塁打、11打点を記録した。オフの11月20日にレッドソックスとメジャー契約を結んで40人枠入りした。
2013年3月4日にレッドソックスと1年契約に合意。3月16日にAAA級ポータケットへ異動した。この年はAAA級ポータケットでプレーし、84試合に出場して打率.262、14本塁打、45打点、1盗塁を記録した。
2014年3月7日にレッドソックスと1年契約に合意。3月23日にAAA級ポータケットへ異動し、そのまま開幕を迎えた。AAA級ポータケットでは83試合に出場して打率.241、4本塁打、30打点を記録した。8月2日に正捕手のデビッド・ロスが故障者リスト入りしたため、メジャーへ昇格。8月10日のロサンゼルス・エンゼルス・オブ・アナハイム戦でメジャーデビュー。「9番・捕手」として先発起用され、3打数無安打2三振1四球だった。昇格後は3試合に出場したが、11打数無安打と結果を残せず、8月20日にロスが復帰したため、AAA級ポータケットへ降格した。9月3日に再昇格した。9月10日のボルチモア・オリオールズ戦では、2打席目に陳偉殷からメジャー初安打となる中堅への二塁打を放った。この年メジャーでは7試合に出場して打率.211、2打点を記録した。
2015年1月6日にDFAとなった。

### ナショナルズ傘下時代
2015年1月14日にダニー・ローゼンバームとのトレードで、ワシントン・ナショナルズへ移籍した。開幕から傘下のAAA級シラキュース・チーフスでプレーしていたが、メジャーでの出場はないまま7月28日にDFA、31日に40人枠外となった。この年はAAA級シラキュースで83試合に出場して打率.227、1本塁打、26打点、1盗塁を記録した。オフの11月6日にFAとなった。

### レッドソックス復帰
2016年1月16日にレッドソックスとマイナー契約を結び、スプリングトレーニングに招待選手として参加することになった。この年はAAA級ポータケットでプレーし、48試合に出場して打率.303、3本塁打、16打点を記録した。オフの12月14日にレッドソックスとマイナー契約で再契約し、2017年のスプリングトレーニングも招待選手として参加することになった。
2017年もAAA級ポータケットでプレーし、73試合に出場して打率.259、4本塁打、34打点を記録した。
2018年1月16日にレッドソックスとマイナー契約を結び、同年もスプリングトレーニングに招待選手として参加することになった。シーズンでは開幕からAAA級ポータケットでプレーし、8月3日にメジャー契約を結んでアクティブ・ロースター入りした。8月14日にDFAとなり、翌15日にマイナー契約でAAA級ポータケットへ配属された。
2018年11月26日に現役引退を表明した。

### 引退後
引退後は、2019年シーズンより地元球団アリゾナ・ダイヤモンドバックスのブルペン捕手に就任する。

## 詳細情報

### 年度別打撃成績
| 年 度    | 球 団    | 試 合 | 打 席 | 打 数 | 得 点 | 安 打 | 二 塁 打 | 三 塁 打 | 本 塁 打 | 塁 打 | 打 点 | 盗 塁 | 盗 塁 死 | 犠 打 | 犠 飛 | 四 球 | 敬 遠 | 死 球 | 三 振 | 併 殺 打 | 打 率 | 出 塁 率 | 長 打 率 | O P S |
| -------- | -------- | ----- | ----- | ----- | ----- | ----- | -------- | -------- | -------- | ----- | ----- | ----- | -------- | ----- | ----- | ----- | ----- | ----- | ----- | -------- | ----- | -------- | -------- | ----- |
| 2014     | BOS      | 7     | 20    | 19    | 1     | 4     | 3        | 0        | 0        | 7     | 2     | 0     | 0        | 0     | 0     | 1     | 0     | 0     | 5     | 1        | .211  | .250     | .368     | .618  |
| 2018     | BOS      | 2     | 7     | 6     | 0     | 1     | 0        | 0        | 0        | 1     | 1     | 0     | 0        | 0     | 1     | 0     | 0     | 0     | 2     | 0        | .143  | .167     | .143     | .310  |
| MLB：2年 | MLB：2年 | 9     | 27    | 25    | 1     | 5     | 3        | 0        | 0        | 8     | 3     | 0     | 0        | 0     | 1     | 1     | 0     | 0     | 7     | 1        | .200  | .222     | .320     | .542  |

### 年度別守備成績
| 年 度 | 球 団 | 捕手（C） | 捕手（C） | 捕手（C） | 捕手（C） | 捕手（C） | 捕手（C） | 捕手（C） | 捕手（C） | 捕手（C） | 捕手（C） | 捕手（C） |
| 年 度 | 球 団 | 試 合     | 刺 殺     | 補 殺     | 失 策     | 併 殺     | 守 備 率  | 捕 逸     | 企 図 数  | 許 盗 塁  | 盗 塁 刺  | 阻 止 率  |
| ----- | ----- | --------- | --------- | --------- | --------- | --------- | --------- | --------- | --------- | --------- | --------- | --------- |
| 2014  | BOS   | 7         | 41        | 2         | 1         | 0         | .977      | 0         | 3         | 3         | 0         | .000      |
| 2018  | BOS   | 2         | 7         | 1         | 0         | 0         | 1.000     | 1         | 5         | 2         | 3         | .600      |
| MLB   | MLB   | 9         | 48        | 3         | 1         | 0         | .981      | 3         | 8         | 5         | 3         | .375      |

### 背番号
- 61（2014年）
- 68（2018年）